# Гвяздовські (герб)
Гвяздовські (Гвяздовські I, Гвяздовські II, пол. Gwiazdowski, Gwiazdowski I, Gwiazdowski II) − шляхетський герб іноземного походження, різновид герба Леліва.

## Опис герба
Юліуш Островський наводить два варіанти герба:
Гвяздовські (Гвяздовські I або Леліва відмінний, пол. Gwiazdowski I, Leliwa odmienny): На синьому полі із золотою тонкою лиштвою золотий півмісяць рогами догори з такою же шестикутною зіркою. Над шоломом у короні між двома чорними крилами гола жінка, що прикривається блакитною хусткою (богиня Фортуна з вітрилом). Намет блакитний, підбитий золотом.
Різновид був наданий 30 липня 1822 року прусській лінії родини при відновленні шляхетства в Пруссії для Карла Людвіга. Цей герб уже був в користуванні Гвяздовськими.
Гвяздовські ІІ (пол. Gwiazdowski II): На пересіченому щиті у верхньому червоному полі три срібні болти у зірку, в нижньому блакитному – між рогами золотого півмісяця – шестикутна золота зірка. Над шоломом у короні між двома чорними крилами гола жінка, що прикривається блакитною хусткою. Намет блакитний, підбитий золотом. Різновид попереднього.
Різновид був наданий в Росії Самуелю Фердинанду.
Опис гербів та їх представлені зображення відрізняються у Островського – на малюнку герба діва стоїть на синьому глобусі, чого не має в описі. В описі цього герба, поданому Северином Уруським діва (богиня Фортуна), однак, на глобусі, так що це, напевно, помилка.

## Історія
Згідно p Островським герб родини польського походження Берестейського воєводства. Ця родина у XVII столітті осіла в Пруссії і прийняла прізвище Штерн-Гвяздовські (Stern-Gwiazdowski).

## Родина Гвяздовських
Гвяздовські герба Леліва мали маєтки в Литві, Помор'ї та Лівонії. Їм належала маєтність Гвяздово (Gwiazdowo) в Берестейському воєводстві. 1669 року социніанин Станіслав Гвяздовський разом з родиною (дружиною Терезою Лещинською і єдиним сином Ксаверієм Алоїзом) перебрався з Литви в Пруссію, де придбав маленький маєток в Боровому (в старостві Шештно). Онімечені сини Ксаверія (Йоганн Крістіан, Міхаель Карл) після смерті батька в 1745 році замість прізвища Гвяздовські почали використовувати німецьке прізвище Штерн (Stern). У XVIII столітті Міхаель Карл був власником маєтку Маліновкен коло Луцька. Альберт Сигізмунд, власник маєтку Пєнковен в Литві. Багато хто з представників цієї родини обрали стан священнослужителя. Самуель Фердинанд, адвокат у Ризі, після підтвердження шляхетства своєї родини імператором Росії прийняв прізвище Штерн фон Гвяздовський (його син був підпоручником прусської армії). Віктор Едуард, син Йоганна Теодора, взяв участь у кампанії 1813-14 років у добровільних відділеннях Адольфа фон Лютцова. Карл Людвіг Штерн Гвяздовський, син Фрідріха Вільгельма, найбільш відомий представник цієї родини, в прусській армії від 1810 року, як офіцер, пройшов кампанії 1812, 1813, 1814 і 1815 років. За битву поблизу Шалон-сюр-Марн отримав залізний хрест. Від 1837 року він генерал-майор. 2 жовтня 1822 року Карл Людвіг отримав оновлення дворянства в Пруссії і зміни до герба. Невідомий капітан армії Пруссії, згадується в 1852 році. У 1938 році брати Владімір і Ніколай, сини Йоганна Теодора Леона, були заарештовані, засуджені на смерть органами НКВС і розстріляні в Ленінграді. Нащадки цієї родини живуть сьогодні в Німеччині.

## Роди
Одна родина має право на герб: Гвяздовські (Штерн, Штерн фон Гвяздовські, пол. Gwiazdowski, Stern, Stern von Gwiazdowski).